# Wightmans Grove (Ohio)
Wightmans Grove es un lugar designado por el censo ubicado en el condado de Sandusky en el estado estadounidense de Ohio. En el Censo de 2010 tenía una población de 72 habitantes y una densidad poblacional de 179,35 personas por km².

## Geografía
Wightmans Grove se encuentra ubicado en las coordenadas 41°25′25″N 83°2′45″O / 41.42361, -83.04583. Según la Oficina del Censo de los Estados Unidos, Wightmans Grove tiene una superficie total de 0.4 km², de la cual 0.37 km² corresponden a tierra firme y (9.03%) 0.04 km² es agua.

## Demografía
Según el censo de 2010, había 72 personas residiendo en Wightmans Grove. La densidad de población era de 179,35 hab./km². De los 72 habitantes, Wightmans Grove estaba compuesto por el 100% blancos, el 0% eran afroamericanos, el 0% eran amerindios, el 0% eran asiáticos, el 0% eran isleños del Pacífico, el 0% eran de otras razas y el 0% pertenecían a dos o más razas. Del total de la población el 2.78% eran hispanos o latinos de cualquier raza.